# Кровавая баня (фильм)
«Кровавая баня» (англ. Blood Bath) — американский чёрно-белый фильм ужасов 1966 года, снятый в поджанре «фильм о вампирах».

## Сюжет
Студентка-искусствовед и модель Дейзи Аллен выходит из ночного клуба одна после ссоры со своим бойфрендом-битником Максом. Прогуливаясь по пустынным улицам, она останавливается, чтобы полюбоваться несколькими ужасными картинами в витрине галереи, написанными художником Антонио Сорди, который по совпадению также подходит взглянуть на своих «потерянных детей». Завязывается дружеская беседа, и вскоре пара направляется в студию Сорди, находящуюся под старой колокольней, где художник убеждает девушку позировать ему. Там, в подвале, Сорди становится одержим духом давно умершего предка и внезапно превращается в монстра-вампира, который убивает Дейзи тесаком, а затем опускает её изуродованный труп в чан с кипящим веществом.
Выясняется, что это уже далеко не первая жертва художника-вампира. Он убивает молодых красивых девушек, приносит их тела в свою студию, пишет с них картины, а затем покрывает воском. Поскольку его вампирская сущность внешне совсем не похожа на Сорди, никто не связывает обычного художника с чередой убийств.
Вскоре Макс хочет помириться с Дейзи, но нигде не может её найти. Узнав свою девушку на свежей картине Сорди, которая сейчас выставлена в местном кафе битников, он отправляется навестить сестру своей подруги, Донну. Донна говорит Максу, что не видела Дейзи уже несколько дней, и вообще она обеспокоена недавней чередой таинственных исчезновений молодых красивых девушек их городка. Она рассказывает Максу легенду об Эрно, предке Сорди, жившем в XV веке, художнике, приговорённом к сожжению на костре за то, что он запечатлевал души своих моделей на холсте и был вампиром. Не сумев убедить Макса в том, что Антонио Сорди тоже может быть вампиром, она сама приходит к художнику в его студию и спрашивает, видел ли он Дейзи. Сорди сердито отмахивается от её расспросов; а позже той же ночью следует за Донной по улицам и убивает девушку.
Сорди (как человек, а не вампир) влюблен в Дориан, балерину-авангардистку, бывшую соседку Дейзи по комнате, которая очень похожа как на Донну, так и на его бывшую любовь, Мелизу, потеря которой, похоже, свела его с ума. Сначала он пытается защитить Дориан от своего вампиризма, говоря, что его студия — унылое место, и ей нечего там делать; в момент начала трансформации прерывает свидание с ней, чтобы взять паузу и обрести контроль над собой после убийства Дейзи. Однажды на пляже Дориан внезапно осознаёт своё влечение к Сорди и просит его заняться с ней любовью. Художник пытается, но паникует и убегает. Вскоре обескураженная Дориан тоже покидает пляж, и её начинает преследовать Сорди-вампир, но девушку спасают Макс и двое его друзей-битников. Мужчины преследуют вампира, в то время как Дориан, потрясенная и не подозревающая, что нападавший монстр — на самом деле Сорди, направляется к колокольне, чтобы выяснить, почему художник сбежал от неё.
Сорди отрывается от преследователей и возвращается в свою студию, где обнаруживает Дориан. Он опутывает её какой-то сетью и набрасывается с ножом, полагая, что она действительно перевоплотившаяся его давно умершая любовь Мелиза. Однако прежде чем художник успевает причинить девушке вред, многочисленные восковые фигуры в студии, его жертвы, начинают двигаться, оживают и убивают Сорди. В студию вламываются Макс и его друзья, мужчины освобождают Дориан из сети.

## В ролях
В порядке указания в титрах
- Уильям Кэмпбелл[англ.] — Антонио Сорди, художник
- Марисса Мэтс — Дейзи Аллен, студентка-искусствовед и модель
- Лори Сондерс[англ.] (в титрах указана как Линда Сондерс) — Дориан, балерина-авангардистка
- Сандра Найт — Донна Аллен, сестра Дейзи
- Карл Шанцер — Макс, художник-битник
- Бифф Эллиот[англ.] — управляющий кафе
- Сид Хэйг — араб Абдул
- Джонатан Хейз — битник
- Дэвид Эклс[англ.] — оператор карусели

В титрах не указаны
- Роджер Корман — Антонио Сорди (во флешбэках)
- Патрик Мэги — муж Линды (архивная съёмка)
- Стив Пендлтон[англ.] — главный оператор цеха (head shop operator)

## Производство и показ
У «Кровавой бани» была сложная и неспокойная история производства, отмеченная различными сокращениями и пересъёмками. В 1963 году Роджер Корман стал сопродюсером югославского шпионского триллера «Операция „Тициан“». Однако в американский прокат он так и не вышел (с успехом демонстрировался в кинотеатрах Югославии, ФРГ, СССР, Австрии и Венгрии, но не США). Тогда Корман приобрёл права на другой фильм и поручил сценаристу-режиссёру Джеку Хиллу написать новый сценарий. Это стал фильм ужасов, в который вошли несколько кадров из «Операции „Тициан“». Хилл написал и срежиссировал множество эпизодов ужасов, которые были смонтированы в фильме, и он получил рабочее название в «Портрет в ужасе» (англ. Portrait in Terror). Всё ещё не вполне удовлетворённый готовым продуктом, Корман нанял режиссёра Стефани Ротман для съёмок дополнительных эпизодов, которые также были добавлены. Этот «сколоченный из кусочков» фильм и был выпущен кинокомпанией American International Pictures под названием «Кровавая баня». Режиссёром, продюсером и сценаристом в титрах указан Джек Хилл, режиссёром и сценаристом — Стефани Ротман, сам Роджер Корман себя в титрах указывать не стал. Позднее была снята дополнительная, телевизионная, версия фильма, озаглавленная «След вампира». Таким образом, существует четыре версии фильма.
«Кровавая баня» была снята в районе Венис города Лос-Анджелеса, чтобы максимально соответствовать европейскому стилю.
Главную женскую роль, студентки-модели Дейзи Аллен, исполнила не актриса, а настоящая фотомодель — Марисса Мэтс, девушка с обложки Playboy за январь 1963 года.
Премьера фильма состоялась 2 марта 1966 года в США в паре с картиной «Королева крови».

## Критика
- Trailers from Hell[англ.]. «Причудливая эволюция „Кровавой бани“ выражает всё, что было удивительного (и дрянного) в подходе Роджера Кормана к кинопроизводству, в 1950-х и 1960-х годах, когда он был пионером новых коммерческих путей и буквально „придумывал это по ходу дела“»[7].
- Psychotronic Video[англ.]. «Запутанный, но интересный фильм ужасов с ещё более запутанной историей»[8].
- The Aurum Film Encyclopedia[англ.]. «Дешёвый и грубый, с отголосками дюжины фильмов, начиная с «Тайны музея восковых фигур» (1933) и заканчивая «Бадьёй крови» (1959), этот фильм не лишен радости»[9].
- AllMovie. «За сюжетом фильма довольно сложно следить, но есть несколько хороших ролей — особенно Уильяма Кэмпбелла[англ.] в роли преследуемого папарацци (haunted shutterbug) — и несколько довольно напряжённых сцен».
- Журнал Video Watchdog[англ.] в 1991 году посвятил фильму пространные статьи в трёх отдельных выпусках, полностью детализирующие историю производства ленты. Эти статьи включали интервью с Хиллом и Кэмпбеллом[англ.], последний из которых выразил глубокое потрясение, когда ему сказали, что фильм, который он снял так давно в Югославии, был превращён «в пять отдельных картин».
- Slant Magazine. «Чисто как фильм, „Кровавая баня“, как и ожидалось, оказывается смесью стилей и тонов, с сюрреалистическими штрихами (трекинговые кадры, сфокусированные на Сорди в бескрайней калифорнийской пустыне), сочетающимися с обычными сценами, когда женщин заманивают в логово злодея. Всё в нем странно, от безудержных ошибок в непрерывности[англ.] до неразборчивых кадров с тёмными фигурами из предыдущих фильмов, разбросанных повсюду»[4].